# Lilla Budtjärnen
Lilla Budtjärnen är en sjö i Leksands kommun i Dalarna och ingår i Dalälvens huvudavrinningsområde. Sjöns area är 0,015 kvadratkilometer och den är belägen 328 meter över havet.